# 桐君街道
桐君街道，中华人民共和国浙江省西北部桐庐县下辖的一个街道。

## 行政区划
现辖：
迎宾社区、南门社区、东门社区、迎春社区、鑫鑫社区、圆通社区、洋塘社区、桥北社区、梅蓉村、濮家庄村、浮桥埠村、麻蓬村、阆苑村和君山村。